# سحلب جليلي
السحلب الجليلي (باللاتينية: Orchis galilaea) نوع نباتي ينتمي إلى جنس السحلب من الفصيلة السحلبية.

## الموئل والانتشار
موطن هذا النوع بلاد الشام, فلسطين وتركيا.

## مرادفات للاسم العلمي
- (باللاتينية: Orchis punctulata var. galilaea Bornm. & M.Schulze)
- (باللاتينية: Orchis punctulata subsp. galilaea (Bornm. & M.Schulze) Soó)